# Ambasada Łotwy w Budapeszcie
Ambasada Łotwy w Budapeszcie (węg. Lett Köztársaság Nagykövetsége Budapest) – misja dyplomatyczna Republiki Łotewskiej na Węgrzech.
Ambasador Łotwy w Budapeszcie akredytowany jest również w Republice Chorwacji, Czarnogórze oraz w Republice Słowenii.

## Historia

### Węgry
Łotwa nawiązała stosunki dyplomatyczne z Węgrami 20 lipca 1921. 2 września 1991 zostały one wznowione po zakończeniu sowieckiej okupacji Łotwy. 7 lipca 2008 minister spraw zagranicznych Łotwy Māris Riekstiņš osobiście otworzył łotewską ambasadę w Budapeszcie.

### Chorwacja
Łotwa uznała niepodległość Chorwacji 9 października 1991, a 14 grudnia 1991 Chorwacja uznała niepodległość Łotwy. Stosunki dyplomatyczne pomiędzy obydwoma państwami nawiązano 14 lutego 1992.

### Czarnogóra
Łotwa uznała niepodległość Czarnogóry 12 czerwca 2006 i 19 czerwca 2006 nawiązała z nią stosunki dyplomatyczne.

### Słowenia
Łotwa i Słowenia wzajemnie uznały swoją niepodległość 29 sierpnia 1991 i nawiązały stosunki dyplomatyczne 30 września 1991. Pierwszego ambasadora w Słowenii Łotwa mianowała w 1997. Do 2008 w Słowenii akredytowany był ambasador Łotwy w Wiedniu. W 2008 otworzono Ambasadę Łotwy w Lublanie (chargé d’affaires rezydował w słoweńskiej stolicy od 2007). Misja ta została zamknięta 15 listopada 2013. Od tego czasu odpowiedzialność za kontakty z tym krajem przeniesiono do ambasady w Budapeszcie.